# Gilbert Durand

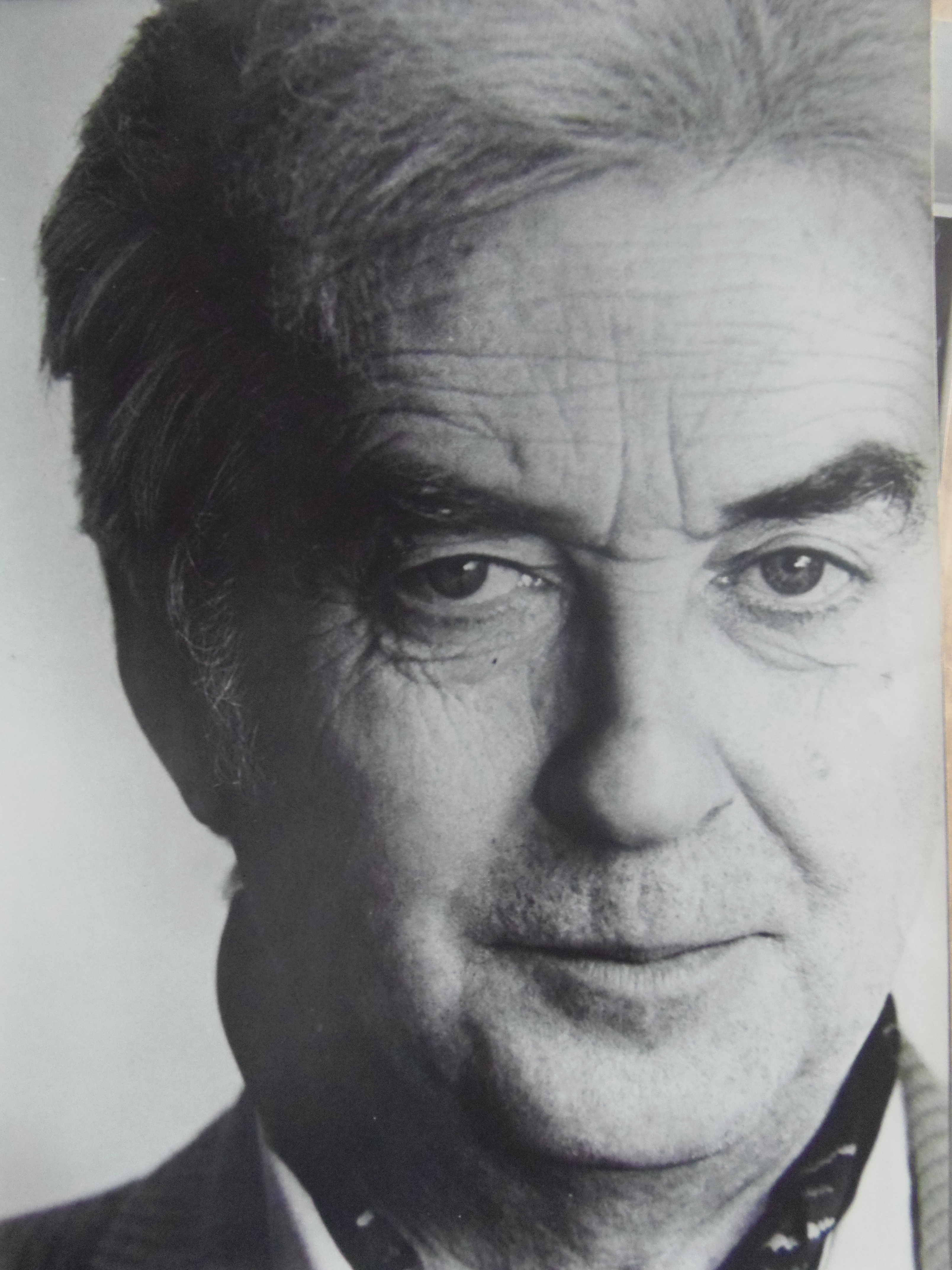
Gilbert Durand

Gilbert Durand (* 1. Mai 1921 in Chambéry; † 7. Dezember 2012 in Moye) war ein französischer Philosoph, Soziologe und Anthropologe.

## Biographie
Gilbert Durand schloss sein Studium der Philosophie 1947 ab und war danach zunächst als Gymnasiallehrer tätig. Ab 1956 wirkte er als Professor der Soziologie und Anthropologie an der Universität von Grenoble. Dort gründete er 1966 gemeinsam mit Léon Cellier und Paul Deschamps ein Forschungszentrum (Centre de recherche sur l'imaginaire). Dem Thema des Imaginären und des Symbolischen waren seine Forschungen hauptsächlich gewidmet. Im Anschluss an Gaston Bachelard verband Durand in einem multidisziplinären Ansatz Aspekte der Philosophie, Symbologie, Mythendeutung, Tiefenpsychologie, Religionsgeschichte und Anthropologie. 
Von 1964 bis 1988 nahm er an den Treffen der Forschergruppe Eranos im Tessin teil.

## Schriften (Auswahl)
- Les Structures anthropologiques de l’imaginaire, Paris 1960.
- L’Imagination symbolique, Paris 1964.
- Sciences de l’homme et tradition. Le nouvel esprit anthropologique, Paris 1975.
- Beaux-arts et archétypes. La religion de l’art, Paris 1989.
- L’Imaginaire. Essai sur les sciences et la philosophie de l’image, Paris 1994.